# Lorentz Renck
Adolf Lorentz Renck, född 30 juli 1891 i Eslövs köping i Västra Sallerups församling i dåvarande Malmöhus län, död 11 september 1962 i Strängnäs stadsförsamling i Södermanlands län, var en svensk läkare och kommunpolitiker.
Lorentz Renck var son till fabrikören Johann Heinrich Renck och Laura Hamfeldt, vilka var inflyttade från Tyskland. Fadern var en av grundarna av Eslövs Yllefabrik. Lorentz Renck avlade mogenhetsexamen 1908, blev medicine kandidat 1912 och medicine licentiat 1917, allt i Lund.
Han var tillförordnad underläkare vid Sävsjö sanatorium 1914–1915, vid lasaretten i Uddevalla och Ängelholm 1917, underläkare vid Kolmårdssanatoriet 1918–1919, vid Eskilstuna lasarett 1919–1921, och vid Norrköpings lasarett 1921–1926. Samtidigt hade han diverse förordnanden som sanatorieläkare och lasarettsläkare 1914–1926. Han var sjukstuguläkare och andre stadsläkare i Strängnäs från 1926. Vidare var han läkare vid folkskoleseminariet 1926–1932, vid epidemisjukhuset 1929–1931, vid stadens hem för kroniskt sjuka under flera decennier från 1931 och vid Södermanlands läns motsvarande hem 1932. 1959 gick han i pension.
Vidare var han politiskt aktiv och satt som ordförande i Strängnäs stadsfullmäktige. Han var ledamot av direktionerna för Sundby sjukhus och Södermanlands läns sanatorium.
Lorentz Renck var första gången gift 1916–1932 med Frideborg Andersson (1888–1984) och fick barnen Ingrid Elisabeth Renck (1918–2009) och Lars Olof Renck (1922–1983), vilka båda blev läkare. Andra gången gifte han sig 1932 med läkaren Elin Wingqvist-Renck (1895–1975) och fick barnen Per Olof Renck (1933–2006) och läkaren Hans Renck (1937–2011). Genom den sistnämnde är han också farfar till Johan Renck, även känd som Stakka Bo. Lorentz Renck är begravd på Gamla kyrkogården i Strängnäs.